# 女の一生 (ギ・ド・モーパッサン)
『女の一生』（おんなのいっしょう、原題・Une vie）は、1883年に刊行されたギ・ド・モーパッサンの長編小説。また、それを原作とした映画・ドラマ化作品。主人公の少女ジャンヌが成長するにつれて人生における様々な不幸を経験していく様を描いた著者の代表作である。
原題は不定冠詞+「人生」の意味で、日本語題の「女の」にあたる単語はない。また物語終了時点でジャンヌは初老期であり、厳密には「一生」が最後まで描かれているわけでもない。

## あらすじ
修道院を出て両親と共にレ・プープルの屋敷で暮らし始めた17歳の少女ジャンヌは、美しく素晴らしい人生が自分の前にあると心躍らせ、美青年ジュリアン子爵と結婚する。だが結婚すると夫はジャンヌに対する愛情を無くし、金に執着するようになる。夫はジャンヌの乳姉妹のロザリや、友人のフルヴィル伯爵の妻とも関係を持ち、さらにジャンヌの母もかつて父の友人と不倫関係にあったことを知り、ジャンヌは人生に対する希望を失っていく。妻の不倫を知ったフルヴィル伯爵は、ジュリアンと伯爵夫人が逢瀬している移動小屋を斜面から突き落とし、二人は死ぬ。
未亡人になったジャンヌは息子ポールを溺愛するが、ポールは外国で女と暮らし、金の無心にしか手紙をよこさなくなる。両親も死に、ひとりきりになったジャンヌの元に、屋敷を追い出されたロザリが戻ってくる。ロザリの助力でジャンヌは財産を整理し、屋敷を売って小さい家に移り住む。やがて、ポールから、恋人が子供を産んで死にそうだと手紙が来る。ロザリはポールの元に行き、女の子の赤ん坊を連れて戻り、明日ポールも帰ってくるとジャンヌに告げる。

## 主な日本語訳
多数の日本語訳が存在するが、新しい版は以下の通り。
- 『女の一生』（杉捷夫訳、岩波文庫） 1934、のち改版 1956、のち改版 1993
- 『女の一生』（北島洋子画、ユニコン出版、世界名作コミック25） 1978：漫画化
- 『女の一生』（新庄嘉章訳、二見書房）1946
- 『女の一生』（新庄嘉章訳、新潮文庫） 1951、のち改版 1984
- 『女の一生』（永田千奈訳、光文社古典新訳文庫） 2011

## 映画

### 1928年版
1928年4月7日公開。

#### キャスト
- 安藤華子 - 栗島すみ子
- 父俊文 - 武田春郎
- 母富子 - 鈴木歌子
- 兄武夫 - 小村新一郎
- 武夫の情婦あい子 - 岡村文子
- 伊達友光 - 奈良真養
- 小倉政義 - 三田英児
- 井河菊子 - 白河奈々子
- 執事山脇 - 新井淳
- 女中頭お峰 - 飯田蝶子
- 小間使お春 - 八雲恵美子

#### スタッフ
- 監督 - 池田義信
- 脚色・翻案 - 小田喬
- 撮影 - 浜村義康
- 配給 - 松竹キネマ（現・松竹）

### 1953年版
1953年11月23日公開。近代映画協会製作、新東宝配給。

#### キャスト
- 白川藤子：乙羽信子
- 父教信：千田是也
- 母満枝：英百合子
- 兄政夫：宇野重吉
- 山崎真太郎：山内明
- 父徳平：進藤英太郎
- 母玉恵：杉村春子
- 姉芳子：佐々木すみ江
- 川上ゆき：日高澄子
- 父吉松：菅井一郎
- 母とら：北林谷栄
- 立花久左衛門：東野英治郎
- 立花夫人：清川玉枝
- 松月楼の春江：花井蘭子
- 菊粹の菊勇：轟夕起子
- 滝口義人：田中春男
- 騎手三次：三井弘次
- 西陣の浜村：柳永二郎
- 特高：清川荘司
- 特高：庄司永健
- 桃代：利根はる恵
- 八重：奈良岡朋子
- おやす婆さん：柳文代
- 帳場の留吉：殿山泰司
- 佐一：瀬川路三郎
- 三吉：永井柳太郎
- 太平：松下達夫
- 半五郎：冬木京三
- 島造：内藤武敏
- 民吉：佐野浅夫
- 下足番吉助：横山運平
- まつ：逢初夢子
- はな：朝霧鏡子
- しげ：田中敬子
- よし：斎藤美和
- うめ：田中筆子

#### スタッフ
- 監督・脚本 - 新藤兼人
- 製作 - 吉村公三郎、篠勝三
- 撮影 - 伊藤武夫
- 音楽 - 伊福部昭
- 美術 - 丸茂孝
- 録音 - 長岡憲治
- 照明 - 河野愛三
- 配給 - 新東宝

### 1958年版
1958年公開のフランス映画。

#### キャスト
- Jeanne Dandieu - マリア・シェル
- Julien de la Mare - クリスチャン・マルカン
- Fourchevill - イヴァン・デニ
- Gilberte - アントネラ・ルアルディ
- Rosalie - パスカル・プティ
- Mme. Dandieu - マリー・エレーヌ・ダステ
- M. Dandieu - ルイ・アルベッシェ
- Paul - ミシェル・ド・スルビツキ (Michel de Slubicki)
- Ludivine - アンドレ・タンシイ
- Le pêcheur - ジェラール・ダリュウ

#### スタッフ
- 監督 - アレクサンドル・アストリュック
- 製作 - アニェス・ドラエ
- 脚色 - ローラン・ローダンバック、アレクサンドル・アストリュック
- 台詞 - ローラン・ローダンバック
- 撮影 - クロード・ルノワール
- 音楽 - ロマン・ヴラド
- 美術 - ポール・ベルトラン
- 録音 - 橋本国雄
- 字幕 - 秘田余四郎
- 配給 - 東和映画

### 1967年版
1967年11月11日公開。現在はDVD化されている。

#### キャスト
- 弥生伸子 - 岩下志麻
- 弥生友光 - 宇野重吉
- 弥生京子 - 長岡輝子
- 弥生宣一 - 田村正和
- 御木宗一 - 栗塚旭
- お民 - 左幸子
- 芳吉 - 竹脇無我
- 長野先生 - 大坂志郎
- 彦根三治 - 高原駿雄
- 彦根里枝 - 小川真由美（現・小川眞由美）
- はる美 - 左時枝
- スミ子 - 北城真記子
- 杉山藤助 - 瀬良明
- 為さん - 江幡高志
- はま - 星清子
- 和尚 - 稲川善一
- 下宿のおばさん - 水木凉子
- 木村 - 山本幸栄

#### スタッフ
- 監督 - 野村芳太郎
- 製作 - 白井昌夫
- 脚色 - 野村芳太郎、山田洋次、森﨑東
- 撮影 - 川又昻
- 音楽 - 林光
- 美術 - 梅田千代夫
- 編集 - 浜村義康
- 録音 - 栗田周十郎
- 照明 - 河野愛三
- スクリプター - 久保哲男
- 配給 - 松竹

### 2016年版
2016年公開のフランス・ベルギー合作映画。

## TVドラマ
1979年1月8日～3月9日にTBS「花王 愛の劇場」枠にて放送された。

### キャスト
- 中里美那子 - 和泉雅子
- 三輪（中里）孝彦 - 長谷川哲夫
- 江田幸代 - 津田京子
- 兵藤英次 - 速水亮
- 中里克巳 - 内藤武敏
- 中里あや子 - たうみあきこ
- 山際亜希子 - 黒沢のり子
- 山際徹 - 松原登
- 中里正人 - 伊藤幸雄
- 小畑弘美 - 長島隆一
- アパートの管理人 - 桜むつ子
- 兵藤英次の母 - 村瀬幸子
- ナレーター - 渡辺冨美子

### スタッフ
- 原作：モーパッサン「女の一生」より
- 脚本：中井多津夫
- 主題歌：牧村三枝子「はまゆうの花」（作詞：水木かおる／作曲：土田啓四郎／編曲：馬飼野俊一）
- 監督：今井雄五郎
- 製作：松竹、TBS

| TBS 花王 愛の劇場                      | TBS 花王 愛の劇場                | TBS 花王 愛の劇場                |
| 前番組                                 | 番組名                           | 次番組                           |
| -------------------------------------- | -------------------------------- | -------------------------------- |
| 転落の詩集 （1978.10.30 - 1978.12.29） | 女の一生 （1979.1.8 - 1979.3.9） | 母子草 （1979.3.12 - 1979.5.11） |